# Rob Mayth
Rob Mayth (ur. 5 lutego 1984 w Hagen) Niemiecki DJ/Producent muzyki klubowej. Obecnie tworzy głównie jako Dave Darell. Zajmuje się tworzeniem muzyki z gatunku Hands Up / electro house (electro house jako Dave Darell). Wydaje w wytwórni Zooland Records. Producent muzyki hands up.

## Dyskografia

### Single[2]
- Waveliner vs. Rob Mayth – Harder Than Ever 2003
- Waveliner vs. Rob Mayth – Children Of XTC 2004
- Rob Mayth – Can I Get A Witness 2005
- Rob Mayth – Barbie Girl 2006
- Rob Mayth Feat. Bar10ders – Goodbye 2006
- Dan Winter & Mayth – Dare Me 2007
- Rob Mayth vs. Floorfilla – iPower! 2007
- Rob Mayth – Herz An Herz / Heart To Heart 2008
- Rob Mayth – Feel My Love 2010
- Rob Mayth – Another Night 2k12 2012[3]
- Rob Mayth – Fanatic 2015

### Remiksy[2]
- L&M Project – Crazy Beatz (Rob Mayth Remix)
- Le Brisc – Keep It Hard (Rob Mayth Remix)
- Angel City – Sunrise (Rob Mayth Remix)
- Alex M. vs. Marc van Damme – Technodisco (Rob Mayth Remix)
- Special D. – You (Rob Mayth Remix)
- Partycheckerz – Baby I Love Your Way (Rob Mayth Remix)
- Scale – Fight (Rob Mayth Remix)
- Groove Coverage – Holy Virgin (Rob Mayth Remix)
- Cascada – How Do You Do (Rob Mayth Remix)
- Alex Megane – Hurricane (Rob Mayth Remix)
- Ceoma feat. The Larx – Love Is More (Rob Mayth Remix)
- SveN-R-G vs. Bass-T Present DJ Uto – On A Party Trip (Rob Mayth Remix)
- Base Attack – Techno Rocker (Rob Mayth Remix)
- Clubgroovers – Warriors Of Love (Rob Mayth Remix)
- Keira Green – All Out Of Love (Rob Mayth Remix)
- Zane & Foster – Big Boom Bang (Rob Mayth Remix)
- Pimp! Code – We Are The Best (Rob Mayth Remix)
- Lacuna – Celebrate The Summer (Rob Mayth Remix)
- Aycan – Devil In Disguise (Rob Mayth Remix)
- Melanie Flash – Halfway To Heaven (Rob Mayth Remix)
- DHT Featuring Edmée – Listen To Your Heart (Rob Mayth Remix)
- Age Pee – Out Of The Dark (Rob Mayth Remix)
- Floorfilla – Sister Golden Hair (Rob Mayth Remix)
- Teenagerz – Slam Down (Rob Mayth Remix)
- Dreamland – Summerland (Rob Mayth Remix)
- DJ Sledge Hammer – Sunshine (Rob Mayth Remix)
- Mental Madness Allstars – The Anthem (Rob Mayth Remix)
- Rushroom – Don't Give Up (Rob Mayth Remix)
- Raveboy – Get Up (4 Dancecore) (Rob Mayth vs. Pimp! Code Remix)
- Straight Flush – Let’s All Chant (Rob Mayth Remix)
- Rocco & Bass-T – Tell Me When (Rob Mayth Vs. Pimp! Code Remix)
- Dave Darell – Freeloader (Rob Mayth's FX Bootleg Mix)
- Manian – Hold Me Tonight (Rob Mayth Remix)
- Topmodelz – When You're Looking Like That (Rob Mayth Remix)
- Fragma – Memory (Rob Mayth Remix)
- Styles & Breeze – Amigos (Rob Mayth Remix)
- Cascada – Evacuate The Dancefloor (Rob Mayth Remix)
- Porter Robinson – „Years Of War” (Rob Mayth Remix)

### Projekty[2]
- 1Plus1
- Aunt Mary
- Azora
- B.S.C. Project
- Chasing
- Dave Darell
- Elektrofachgeschäft
- Elektrofachmarkt
- Katie Jewels
- L&M Project
- Pimp! Code
- Rob & Chris
- Spread 'N' Lick
- Straight Flush
- Teenagerz